# Первая Бразильская республика
Первая республика (порт. Primeira República) или Старая республика (порт. República Velha) — период истории Бразилии от свержения монархии в 1889 году до переворота 1930 года. Название периода возникло для того, чтобы отличать этот период от «нового государства», установленного Жетулиу Варгасом.
Период Старой республики условно подразделяется на два подпериода: Сабельную и Олигархическую республики. На протяжении первого периода (1889—1894) во власти доминировали военные, а на протяжении второго (1895—1930) власть практически исключительно формировалась правительствами главных штатов по так называемой «политике кофе с молоком», начатой президентом Кампусом Салисом.
Старая республика пала во время революции, организованной Жетулиу Варгасом в октябре 1930 года. Варгас принял руководство страной 3 ноября и оставался диктатором до 1945 года.

## Крушение Бразильской империи
Главная причина упадка и падения Бразильской империи заключалась в коренных переменах, произошедших в экономике страны. В связи с ростом производства кофе влиятельные кофейные олигархи на юге Бразилии потребовали предоставить им всю полноту власти в вопросах местного управления, а также разрешить участвовать в разработке общегосударственного законодательства в соответствии со своими интересами. Этим кругам оказали поддержку возникающие промышленные группы, связанные с железными дорогами, пароходными линиями, банками и каучуковым промыслом, а также финансовые дельцы, занятые в освоении запада Бразилии.
Но император Педру II поддерживал владельцев сахарных плантаций, которые составляли господствующую политическую силу в стране и были представлены в консервативной партии. Однако в условиях иностранной конкуренции на мировом рынке производство сахара катастрофически сокращалось. К тому же консервативная партия оказалась расколотой по вопросу об отмене рабства.
В итоге, когда в стране был принят «Золотой закон», который ударил по самой основе производства сахара, богатые плантаторы отказали в поддержке империи, поскольку она больше не могла защищать их интересы. К силам, враждебным империи, присоединились также республиканская партия и церковная иерархия.

## Республиканский переворот
Воспользовавшись правительственными кризисами 1888 и 1889 годов и неудовлетворённостью среди военных, республиканцы, во главе которых встал маршал Фонсека, выступили за революционные изменения вместо постепенных.
В ноябре 1889 года в Рио-де-Жанейро началась вооружённая демонстрация, которая быстро переросла в военный переворот, и 15 ноября император Педру был свергнут. Республиканцы провозгласили конец монархии и установление республики. Император, не желая ввергать Бразилию в гражданскую войну, покинул страну. Так завершилась самая спокойная революция во всей истории Америки, которая прошла практически бескровно.

## Сабельная республика

### Временное правительство
После государственного переворота к власти в стране пришло Временное правительство во главе с Деодору да Фонсекой, которым была созвана Конституционная ассамблея для разработки новой конституции. Она завершила свою работу в начале 1891 года, и 24 февраля первая республиканская конституция Бразилии, за образец которой была взята конституция США, была официально принята. В ней была установлена президентская система правления с тремя независимыми ветвями власти: исполнительной, законодательной и судебной. Такая структура власти сохранилась во всех последующих конституциях страны. 26 февраля Национальный конгресс избрал Фонсеку первым президентом Бразилии.

### Диктатура военных
Фонсека не имел конкретной программы развития страны, из-за чего влиятельные деловые круги начали критиковать его правительство. В итоге, недовольство политикой президента вынудило его сделать ряд шагов для укрепления диктаторского режима, в частности, ограничить свободу слова и увеличить численность вооружённых сил. Но Конгресс, находившийся в конфликте с правительством, отказался утвердить закон об увеличении армии и принял решение о процедуре импичмента. В ответ на это 3 ноября 1891 года Фонсека распустил парламент и объявил чрезвычайное положение. Конгресс, объединившись с командованием флота, оказал Фонсеке сопротивление, и последний, во избежание кровопролития и гражданской войны, ушёл в отставку, передав свои полномочия вице-президенту Флориану Пейшоту.
Пейшоту, как и его предшественник, был военным и, получив власть, предпринял ряд шагов, направленных на упрочение личной диктатуры. Он принялся снимать губернаторов штатов и заставлять Конгресс утверждать свои акты. В стране начались акты неповиновения и восстания, как восстание бразильского военно-морского флота и Федералистская революция на юге страны, в основном, в штате Риу-Гранди-ду-Сул. Пейшоту подавил эти восстания, за что получил прозвище «Железный маршал». По истечении срока полномочий Пейшоту передал власть гражданскому президенту Пруденти ди Морайсу, победившему на выборах. С уходом Пейшоту закончился период так называемой Сабельной республики.

## Олигархическая республика
Реальная власть в Бразилии вновь перешла к кофейным и сахарным плантаторам, причём первые доминировали, контролируя действия президента и Конгресса, а вторые выполняли роль младшего партнёра. Кофейные магнаты позволили сахарозаводчикам из периферийных штатов установить контроль над местными органами власти в обмен на поддержку федеральной политики. Президенты Бразилии, как правило, чередовались из штатов Сан-Паулу и Минас-Жерайс, следуя «политике кофе с молоком».

### Восстание Канудус
Стабильность Олигархической республики в начале её истории время от времени прерывали военные конфликты между милитаристами и республиканцами, а также крестьянские восстания. Одним из наиболее кровопролитных восстаний того периода стало движение Канудус, зародившееся в 1893 году в штате Баия. Во главе движения встал мистик Антониу Масиэл по прозвищу Консельейру (Советник), вокруг которого собралось около 20-25 тыс. человек из штатов Баия, Сеара, Пернамбуку и Сержипи. Повстанцы грабили проезжих торговцев и местных помещиков. В ситуацию пришлось вмешаться республиканскому правительству, которое отправило на борьбу с повстанцами войска. В 1897 году, после продолжительных боёв, восстание было подавлено. Правительственные войска потеряли около 4 тыс. человек убитыми, количество погибших повстанцев было намного больше.

### Контестаду
В 1912 году крестьянское восстание вспыхнуло на юге Бразилии, в области Контестаду. Правительственные войска долго не могли подавить это выступление. Повстанцы одну за другой разгромили карательные экспедиции, отправленные федеральным правительством. Только седьмой экспедиции в 1915 году удалось захватить лагерь восставших. К августу 1916 года сопротивление повстанцев было сломлено.
События, происходившие на юге Бразилии, спровоцировали целый ряд военных мятежей по всей Бразилии. В 1910 году в штате Баия восстал местный гарнизон, который обстрелял губернаторский дворец и окружающие здания. В этом же году в штате Рио-де-Жанейро произошёл крупный военно-морской мятеж: бразильские моряки, возмущённые телесными наказаниями во флоте, захватили ряд крупных и мелких судов в порту Рио-де-Жанейро и угрожали городу бомбардировкой. В 1911 году была предпринята попытка военного переворота в штате Сан-Паулу. Однако все эти мятежи удалось быстро подавить.

### Первая мировая война

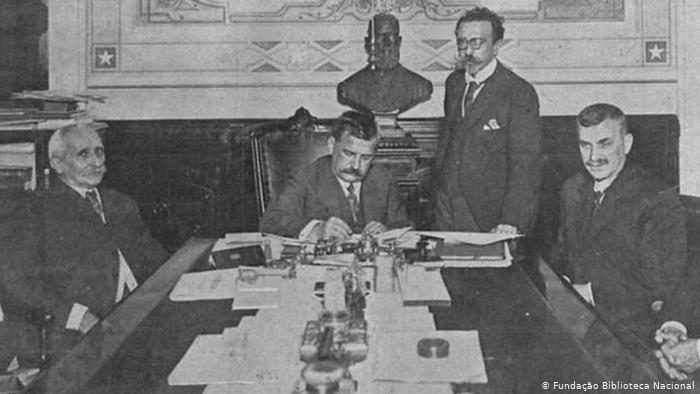
Президент Бразилии Венсеслау Брас подписывает декларацию об объявлении войны Германии.

С началом Первой мировой войны Бразилия объявила о своём нейтралитете, но после провозглашения Германией неограниченной подводной войны, в результате которой было потоплено несколько бразильских кораблей, 26 октября 1917 года объявила Германии войну, присоединившись к Антанте.
Роль Бразилии ограничилась лишь обеспечением союзников товарами и морским транспортом: бразильские генералы, осознавая слабость армии, которая не могла справиться даже с крестьянским восстанием, не решились посылать войска в Европу.
После Первой мировой войны в Бразилию устремился иностранный капитал, преимущественно американский. В стране стали появляться новые отечественные промышленные предприятия, так что к 1920 году в стране действовало более 6 тыс. фабрик самых различных отраслей. Существенным подспорьем в деле подъёма внешней торговли Бразилии явились германские суда, интернированные в годы войны.

### Военные восстания
Новые факторы экономического развития Бразилии — рост промышленности и увеличение рабочего класса — породили в стране непрерывные политические и экономические конфликты. Господство кофейного штата Сан-Паулу препятствовало развитию промышленности и других сырьевых отраслей, стимулированных в ходе войны, что в итоге вылилось в череду восстаний.
5 июля 1922 года в Рио-де-Жанейро произошёл так называемый «Бунт восемнадцати»: восстал гарнизон крепости Копакабана при поддержке курсантов военного училища. Главной целью восставших было отстранение от власти действующего президента Эпитасиу Песоа и одновременно недопущение к власти его преемника, Артура Бернардиса. Восстание не увенчалось успехом: его участники были в итоге расстреляны.
Ровно через два года после этих событий, 5 июля 1924, в штате Сан-Паулу вспыхнул антиправительственный мятеж под руководством отставного генерала Изидору Лописа, который получил название «второго восстания лейтенантов». Ядро восстания, как и в 1922, составили молодые военные. Несмотря на поддержку населения штата, правительственные войска достаточно быстро подавили и этот мятеж, но он успел спровоцировать серьёзные волнения в ряде штатов, также недовольных внутренней политикой правительства.
После поражения в Сан-Паулу революционеры сконцентрировали свои силы в самом южном штате страны, Риу-Гранди-ду-Сул. Ими был сформирован вооружённый отряд из 1500 человек, который возглавил капитан Луис Карлос Престес. Этот отряд, получивший название «Колонна Престеса», в течение двух с половиной лет перемещался по всей стране, пройдя в общей сложности 25 тыс. км. Уходя от прямых столкновений с правительственными войсками, колонна Престеса держала правительство в постоянном напряжении. Лишь в 1927 году движение потерпело окончательное поражение, и его последние участники укрылись в Боливии.

### Великая депрессия

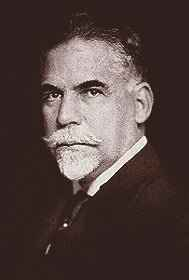
Вашингтон Луис.

В 1929 году Бразилию охватил экономический кризис, причинивший большой урон экономике государства. Как следствие, резко снизились цены на бразильский кофе, сократился уровень промышленного производства, многие жители страны потеряли работу, оставшись без средств к существованию. Экономический кризис вызвал рост классовых противоречий и разногласий в бразильском обществе: рабочие устраивали забастовки, выражая недовольство правлением «кофейной» олигархии и требуя радикальных перемен. Пик разногласий пришёлся на этап подготовки к президентским выборам, которые были назначены на 1 марта 1930 года.
В начале 1930 года была нарушена традиционная договорённость между штатами Сан-Паулу и Минас-Жерайс о чередовании кандидатов, выдвигаемых на пост президента, более известная как «политика кофе с молоком». Действующий президент Вашингтон Луис, выходец из Сан-Паулу, отказался назвать кандидатуру своего преемника от Минас-Жерайса, которым должен был стать губернатор штата Антониу Карлус Рибейру ди Андрада. При этом президент сослался на то, что в условиях Великой депрессии, охватившей мировую экономику, правительство должно пойти на экстраординарные меры для исправления положения, и роль главы государства в таких условиях он доверяет губернатору Сан-Паулу Жулиу Престису. В связи с этим накануне президентских выборов в Бразилии образовались две враждебные по отношению друг к другу политические группировки: Консервативная концентрация, защищавшая интересы помещиков и плантаторов, и Либеральный альянс, представлявший буржуазию.

## Падение Старой республики
По результатам президентских выборов новым главой государства с большим отрывом был избран Жулиу Престис. Потерпевший поражение кандидат от оппозиции Жетулиу Варгас объявил о своей «победе» и обвинил правительство в фальсификации результатов выборов.
3 октября 1930 года началась революция, которая в этот же день свергла губернаторов сразу 8 штатов. На следующий день в штатах Риу-Гранди-ду-Сул, Санта-Катарина и Парана было введено военное положение.
10 октября Жетулиу Варгас и его ближайшие соратники выехали поездом в тогдашнюю столицу Бразилии, Рио-де-Жанейро. Правительственные войска получили приказ остановить Варгаса, перекрыв дороги на Рио-де-Жанейро. В результате этого в Кватигви, на границе штатов Сан-Паулу и Парана, произошёл ряд столкновений между правительственными и революционными силами. Крупное сражение между ними могло состояться в Итараре, но этому помешали события, произошедшие в столице государства: 23 октября столичный гарнизон восстал, вынудив президента Луиса покинуть свой пост, а на следующий день, 24 октября генералы Тасу Фрагозу и Мена Баррету, а также адмирал Исайас ди Норонья создали военную хунту. Их триумвират вошёл в историю как хунта 1930 года и номинально управлял Бразилией до 3 ноября того же года, когда в столицу прибыли повстанческие войска во главе с «верховный вождём революции» Жетулиу Варгасом, официально принявшим полномочия временного президента.
Так в истории Бразилии закончился период Старой республики и началась эра Варгаса.